# Kirche zum Heiligen Kreuz (Akdamar)

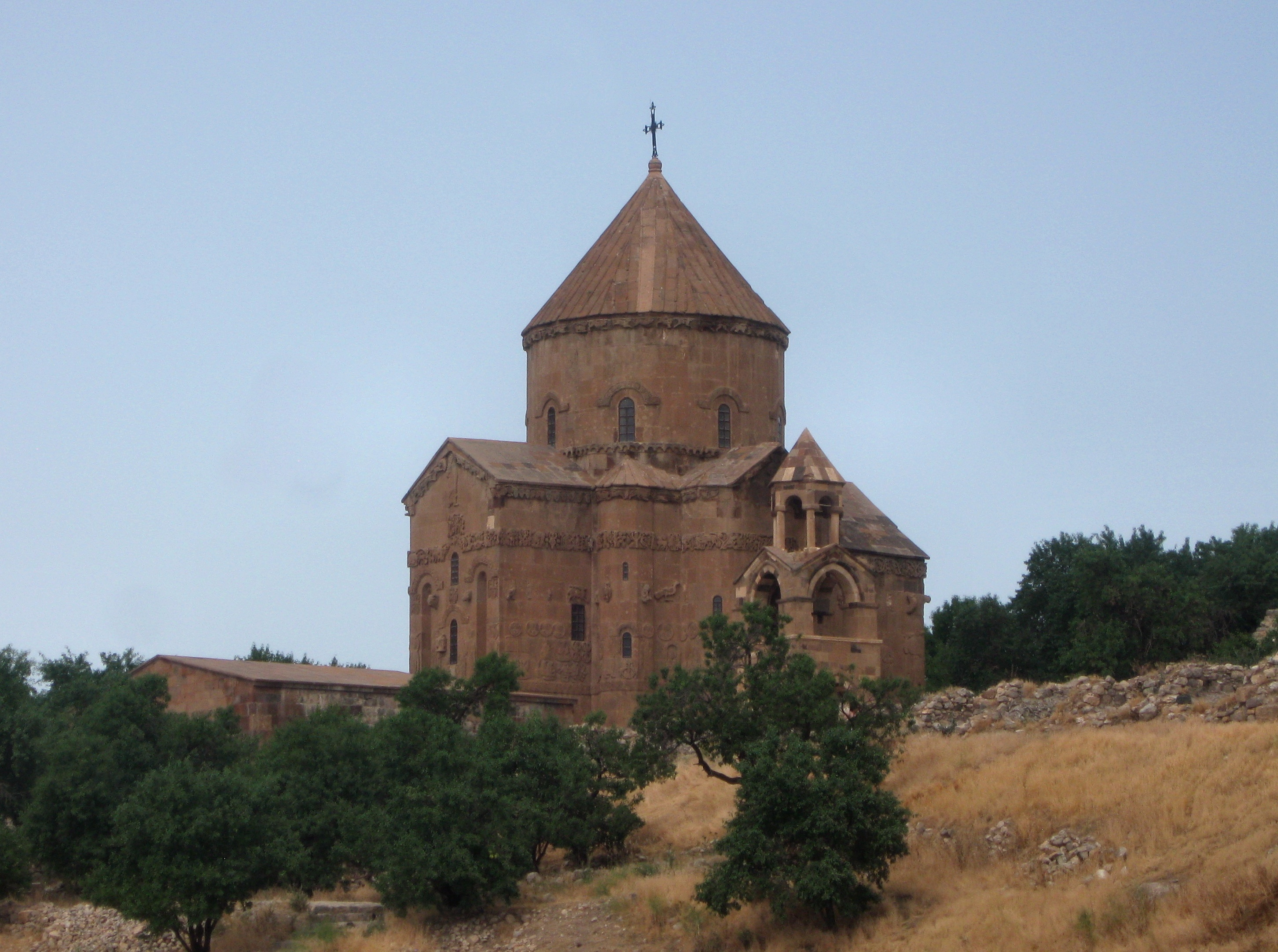
Die Kirche zum Heiligen Kreuz, aufgenommen 2012.

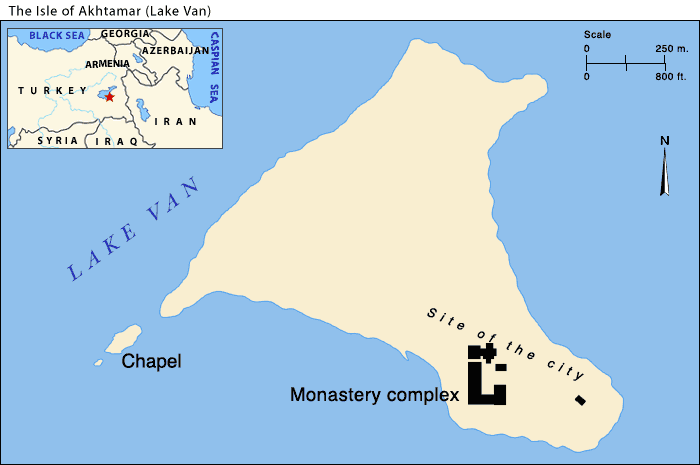
Die Insel Akdamar mit dem Kirchenkomplex im Süden.

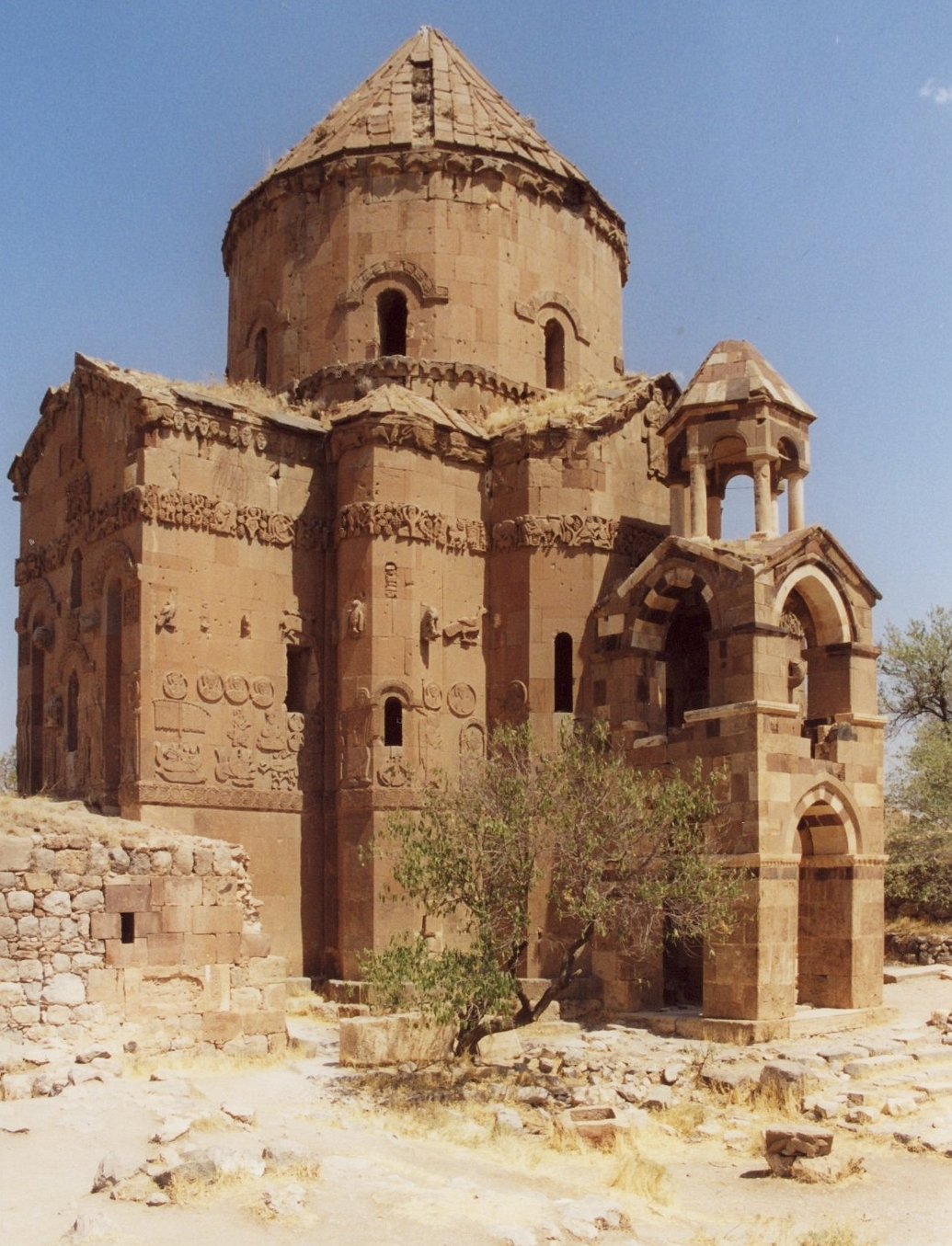
Die Kirche 2001, vor der Restaurierung.

Die Kirche zum Heiligen Kreuz (armenisch Սուրբ Խաչ, Surb Chatsch, wissenschaftliche Transliteration Surb xač‘, türkisch Akdamar Kilisesi oder Surp Haç Kilisesi) ist eine armenische Kirche auf der türkischen Insel Akdamar im Vansee im Osten der Türkei. Sie gehört zu einem Klosterkomplex, der zwischen 913 und 992 sowie zwischen 1116 und 1895 Sitz des Katholikats von Akdamar war. Die Kirche befindet sich im staatlichen Besitz und wird gegenwärtig als Museum genutzt. Die Insel Akdamar war lange Zeit das kulturelle Zentrum der Armenier im Armenischen Hochland.

## Kirchengeschichte
Die Gründung eines Klosters auf der Insel ist für das Jahr 653 durch Theotoros, einen Rschtuni-Fürsten, belegt. In der zweiten Hälfte des neunten Jahrhunderts kam die Insel unter die Herrschaft der Artsruni.
Die Kirche bildet den Rest einer zwischen 915 und 921 durch den Architekten und früheren Bildhauer Manuel im Auftrag von Gagik Arzruni, König von Vaspurakan, gebauten Stadt mit Kloster- und Palastanlage. Thomas Artsruni, der Chronist der Taten von König Gagik, berichtet, dass der König in Van residierte, Akdamar zu seinem zweiten Wohnsitz bestimmte und die Insel mit betürmten Mauern umzog, Terrassen, Gärten, einen prächtigen Palast, einen kubischen Bau mit zentraler Kuppel und ein Arsenal errichten ließ, an das sich eine ganze Stadt anschloss. Das Baumaterial wurde über den See transportiert und stammte vom letzten arabischen Vorposten am Vansee, der Burg bei dem Dorf Kotom (Կոտոմ), in der damaligen Provinz Ałjnik im Besitz des Stamms der Zurariden.
Die Außenwände der Kirche sind reich mit Reliefs verziert, die viele bekannte biblische Geschichten darstellen, wie zum Beispiel die von Adam und Eva, Jona und dem Wal oder David und Goliath. Außerdem wurden auf den Reliefs 30 Tierarten entdeckt, die heute teilweise ausgestorben sind oder kurz vor dem Aussterben stehen. Wahrscheinlich geben die Reliefs die damalige Fauna Anatoliens wieder. Ein derart reicher Skulpturenschmuck war zur damaligen Zeit sonst unbekannt. Im Westen setzte eine ähnliche Entwicklung der Bauskulptur erst etwa 100 Jahre später ein.
Bei der Kirche handelt es sich um eine 15 m lange, 12,5 m breite und 19 m hohe Kreuzkuppelkirche mit vier Konchen, die auf einem zweistufigen Sockel steht. Im Inneren sind, trotz späterer Übertünchungen, noch Reste von Wandmalereien aus dem Jahr 921 vorhanden. Im Laufe der Jahrhunderte wurde der Kirchenbau um mehrere Elemente erweitert. So wurde die jetzige Dachkonstruktion im 13. Jahrhundert errichtet, nachdem die ursprüngliche in sich zusammengefallen war. Anfang des 14. Jahrhunderts kam eine Kapelle hinzu. 1763 wurde die große Vorhalle (Gawit) im Westen errichtet, wobei der vorher dort gelegene Hauptzugang nach Süden verlegt wurde. Der Glockenturm an der Südseite der Kirche wird um 1800 datiert.
Bis zu den Massakern von 1895 unter Abdülhamid II. diente die Kirche als Patriarchalkathedrale für das regional bedeutende Katholikat von Akdamar. Nach dem Tod des letzten Katholikos von Akdamar, Chatschatur III. (1864–1895), blieb der Sitz vakant. 1910 umfasste die Diözese von Akdamar 130 Gemeinden, 203 Kirchen und 70.000 Gläubige. Das Kloster wurde beim Völkermord an den Armeniern 1915 zerstört, die Kirche geplündert und die Mönche wurden getötet. Per Beschluss des osmanischen Justiz- und Kultusministeriums vom 10. August 1916 wurde das Katholikat von Aghtamar aufgehoben.
Die Kirche wurde dem Zerfall überlassen. 1951 beschloss die türkische Regierung den Komplex einzureißen. Yaşar Kemal, der damals als Journalist zufällig vor Ort war, hörte davon und konnte durch sein Engagement die Kirche vor der völligen Vernichtung bewahren.

## Aktuelle Entwicklung

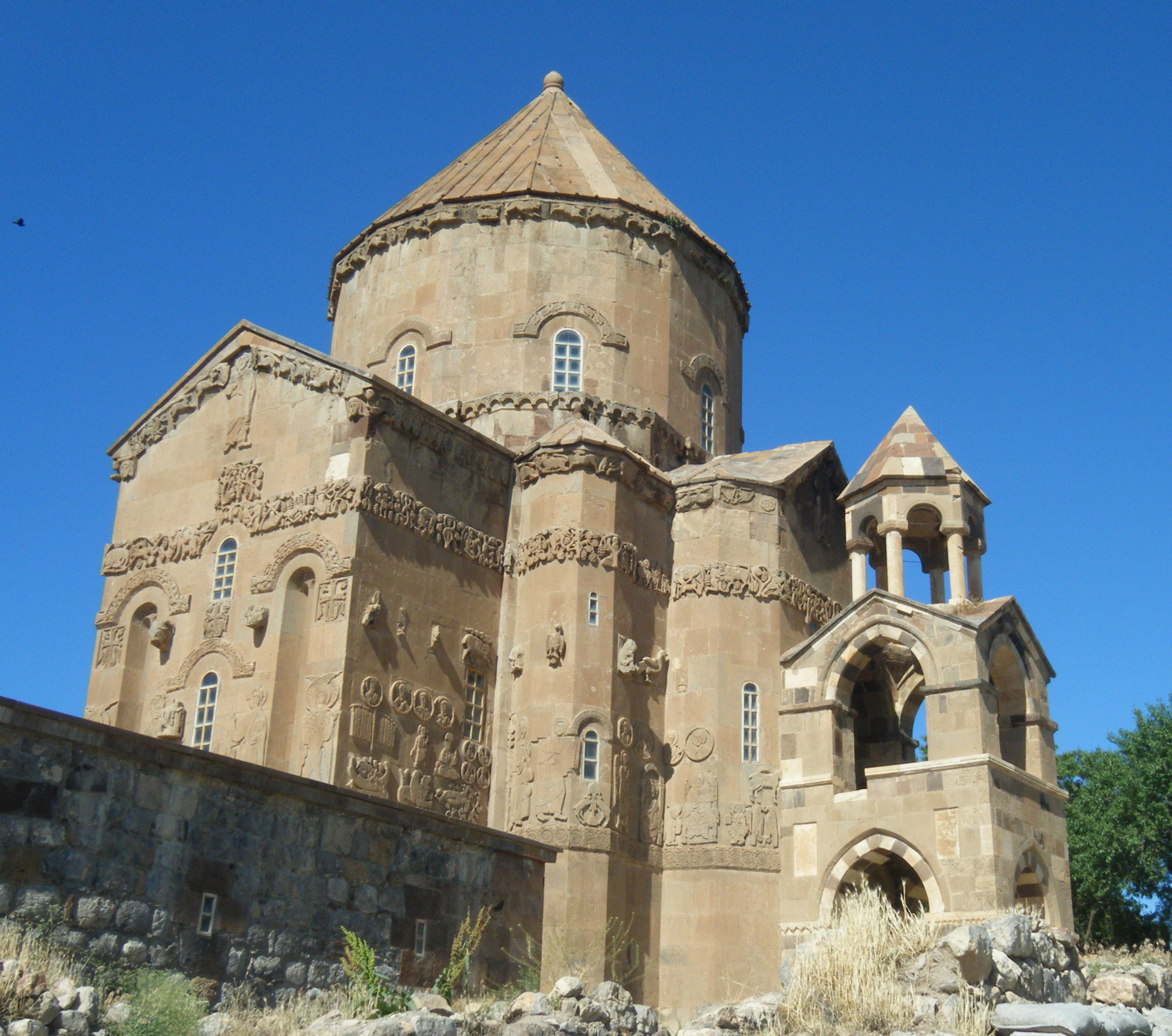
Die Kirche nach der Restaurierung

Im November 2004 berichtete die türkische Zeitung Milliyet über Schießübungen insbesondere auf die Christusgestalt und ein Bild der Mutter Gottes an der Fassade. Es wurde auch von der Verwüstung der Anlage durch illegale Grabungen berichtet.
2005 beschloss die türkische Regierung die Restaurierung des stark beschädigten historischen Bauwerks, nicht zuletzt durch Druck von Öffentlichkeit und Presse. Insbesondere der im Januar 2007 ermordete Journalist Hrant Dink hatte sich öffentlich für die Wiedereröffnung der Kirche eingesetzt. Offiziell endeten die Renovierungsarbeiten am 30. August 2006. Die Kirche wurde aber in Anbetracht des kommenden Winters nicht sogleich eröffnet. Im Dezember 2006 gab Tourismus- und Kulturminister Atilla Koç bekannt, dass die Kirche am 24. April 2007, also einem Tag, an dem die Armenier des Armenier-Genozids gedenken, eröffnet werden soll. Darauf gab Mesrop Mutafyan, der Patriarch von Istanbul zu bedenken, dass an diesem Datum weder er noch sonst ein Armenier an der Eröffnung würden teilnehmen können. Darauf wurde nach einem anderen Termin gesucht und im März wurde kurzfristig der 29. März 2007 bekannt gegeben.
Am 28. März 2007, am Vortag der offiziellen Eröffnung, fand in der Kirche eine auf CNN Türk übertragene Diskussion mit Mesrop Mutafyan, dem Gouverneur von Van Özdemir Çakacak, dem Präsidenten von Kaatalkaya Cahit Zeydanlı, dem Unternehmen, das die Renovierung vornahm, und Şahabettin Öztürk, dem Präsidenten der Architektenvereinigung von Van, statt. Atilla Koç wurde aus Ankara zu der Diskussion zugeschaltet.
Am 29. März 2007 dann ließ die türkische Regierung die mittelalterliche armenische Kirche ohne christliches Kreuz als Kulturdenkmal eröffnen. Bei der feierlichen Eröffnung waren der türkische Premierminister Recep Tayyip Erdoğan und Atilla Koč sowie der Ökumenische Patriarch von Konstantinopel Bartholomäus I. und der armenische Patriarch Mesrop Mutafyan anwesend. Beide Kirchenführer sind türkische Staatsbürger. Letzterer bat den Kulturminister vergeblich um die Erlaubnis, einmal im Jahr dort eine Messe abhalten zu dürfen. Auf Einladung des türkischen Kulturministeriums kam auch eine offizielle Delegation des armenischen Kulturministeriums zu der Eröffnungsfeier. Sie mussten allerdings über Georgien anreisen, da die Grenzen zwischen Armenien und der Türkei geschlossen waren. Karekin II. Nersissian, der oberste Patriarch und Katholikos aller Armenier, erschien trotz offizieller Einladung nicht. Er kritisierte, dass das Gebäude nicht als Kirche, sondern als Museum eröffnet wurde und dass die türkische Regierung die Nutzung der Kirche als Gotteshaus und das Aufrichten des Kreuzes auf der Kuppel verboten hatte.
Die Restaurierungsarbeiten an der Kirche kosteten 4 Mio. YTL. Der armenische Architekt Zakaryan Mildanoğlu war an der Restaurierung beteiligt.
Am 19. September 2010 fand nach etwa 100 Jahren zum ersten Mal wieder ein christlicher Gottesdienst in der Kirche statt. Vorherige Differenzen wie um das Aufstellen eines Kreuzes wurden gelöst. Ein Eisenkreuz aus einem Museum aus Van wurde während der Messe vor der Kirche aufgestellt. Zu der zweistündigen Messe reisten neben türkischen Armeniern viele Armenier aus Armenien und den USA an. Die Messe leitete Erzbischof Aram Ateschian aus Diyarbakır. Anfang Oktober 2010 wurde ein 2 Meter großes und 110 kg schweres Kreuz auf die Kirche gesetzt. Das Kreuz wurde vom armenischen Priester aus Istanbul Tatula Anuşyan geweiht.
Bei dem Erdbeben in Van am 23. Oktober 2011 traten an der Kirche leichte Schäden auf. So wurde ein Riss in der Kuppel entdeckt und einige Fenster und Keramiken waren zersprungen.

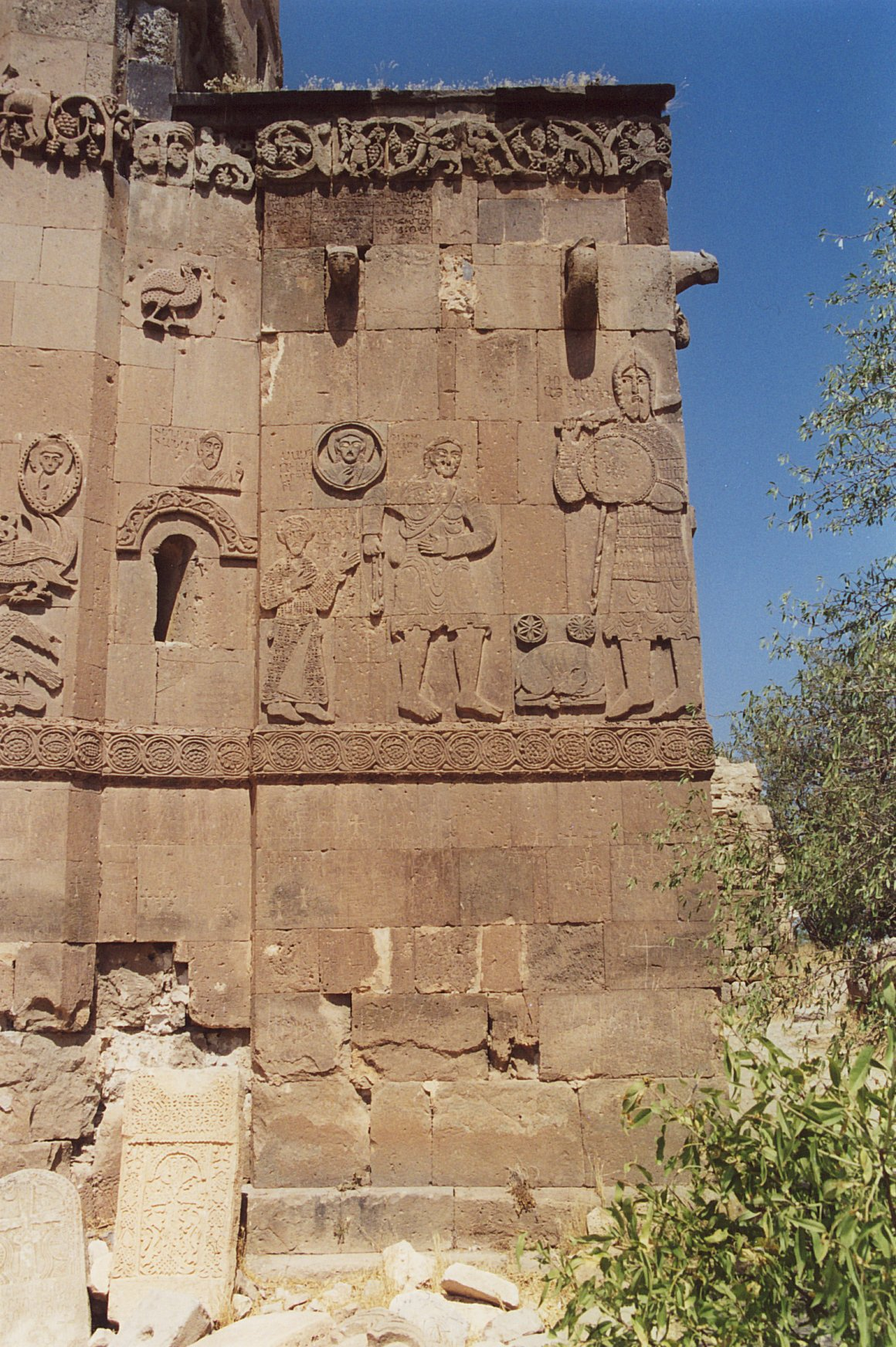
Ein Wandrelief zeigt die biblischen Gestalten David und Goliath.
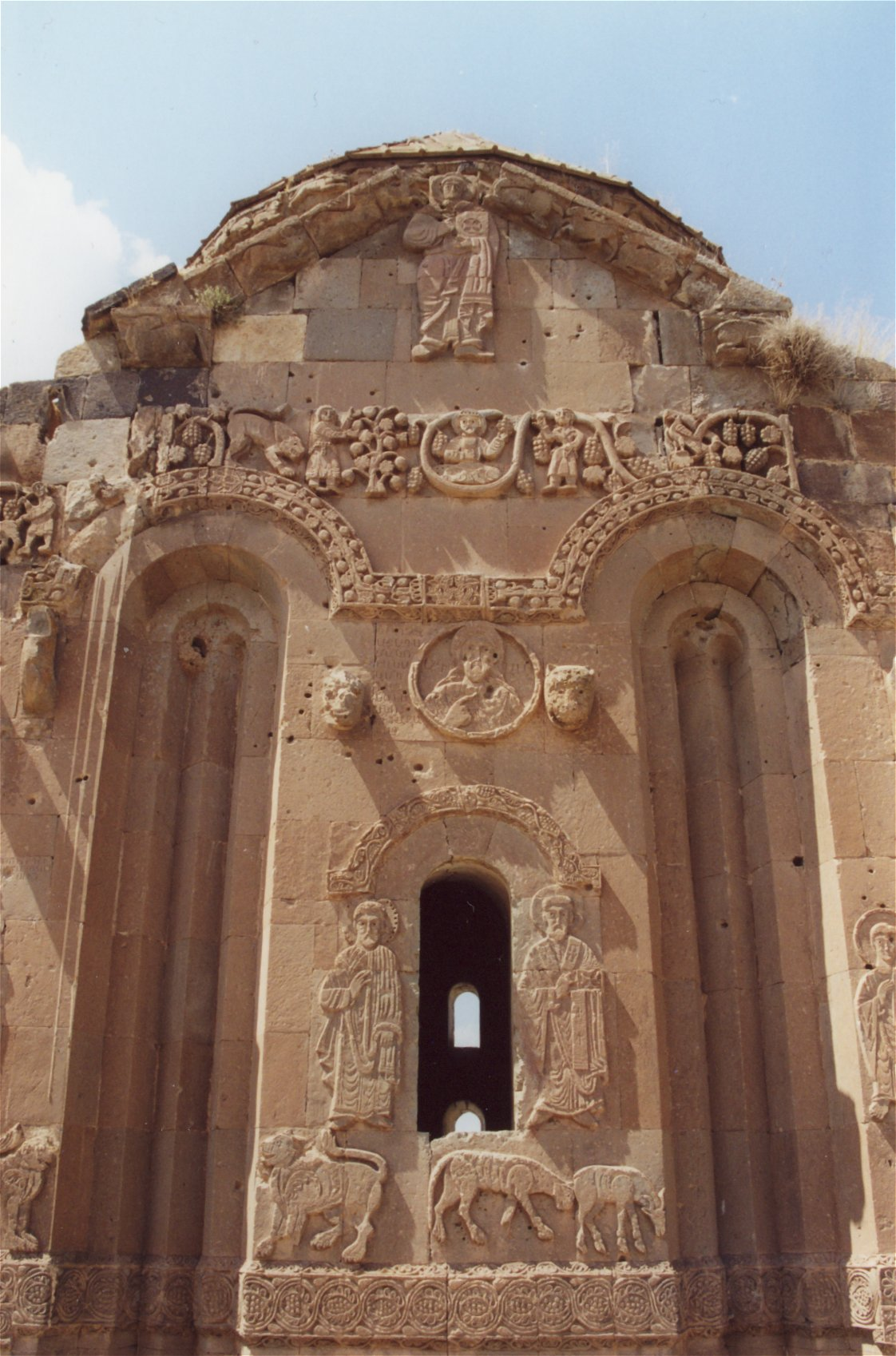
Reliefs an der Ostfassade der Kirche.
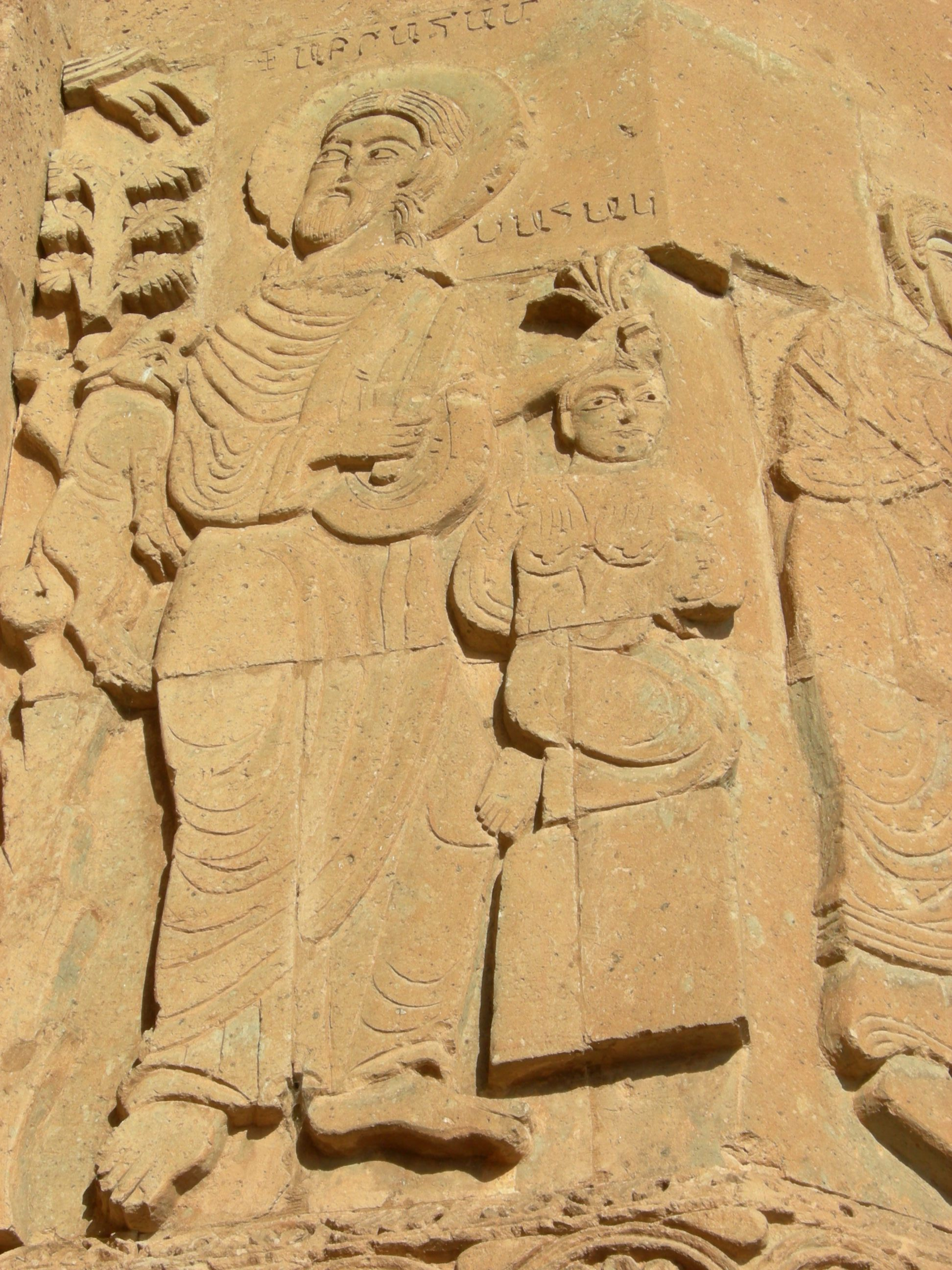
Wandrelief: Abraham will seinen Sohn Isaak opfern.
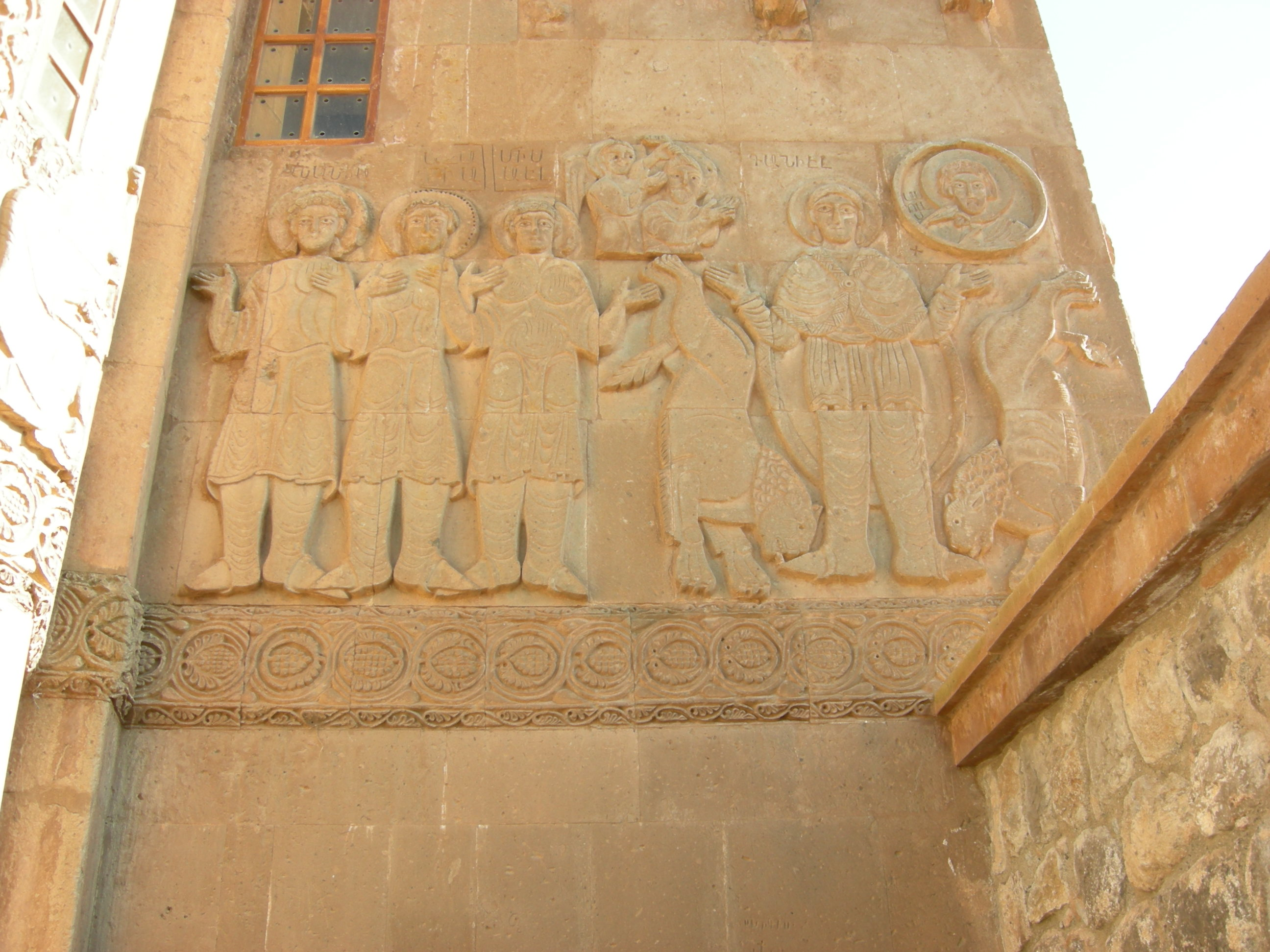
Wandrelief: Daniel in der Löwengrube, rechts